# Claude Agostini
Pour les articles homonymes, voir Agostini.
Claude Agostini (1936-1995) est un directeur de la photographie français.

## Biographie
Claude Agostini est le fils du chef-opérateur et réalisateur Philippe Agostini.

## Filmographie partielle
- 1972 : Sambizanga de Sarah Maldoror
- 1973 : La Chute d'un corps de Michel Polac
- 1973 : Les grands sentiments font les bons gueuletons de Michel Berny
- 1973 : Pink Floyd: Live at Pompeii d'Adrian Maben
- 1974 : On s'est trompé d'histoire d'amour de Jean-Louis Bertuccelli
- 1976 : La Victoire en chantant de Jean-Jacques Annaud
- 1977 : Vous n'aurez pas l'Alsace et la Lorraine  de Coluche et Marc Monnet
- 1978 : Je suis timide mais je me soigne de Pierre Richard
- 1979 : Coup de tête de Jean-Jacques Annaud
- 1980 : Girls de Just Jaeckin
- 1981 : La Guerre du feu de Jean-Jacques Annaud
- 1983 : Les Compères de Francis Veber
- 1983 : Un chien dans un jeu de quilles de Bernard Guillou
- 1985 : Spécial police de Michel Vianey
- 1986 : Black Mic-Mac de Thomas Gilou
- 1989 : Le Crime d'Antoine de Marc Rivière
- 1989 : Mes meilleurs copains de Jean-Marie Poiré
- 1989 : La Barbare de Mireille Darc
- 1990 : Promotion canapé de Didier Kaminka
- 1992 : La Gamine d'Hervé Palud
- 1992 : À quoi tu penses-tu ? de Didier Kaminka
- 1993 : Justinien Trouvé ou le Bâtard de Dieu de Christian Fechner
- 1995 : Marie de Nazareth de Jean Delannoy
- 1996: Golden Boy de Jean-Pierre Vergne

## Distinctions
- 1982 : nomination au César de la meilleure photographie pour La Guerre du feu